# Arai Hakuseki
Arai Hakuseki (新井 白石?; Edo, 24 marzo 1657 – Edo, 29 giugno 1725) è stato un filosofo, scrittore e politico giapponese della metà del periodo Edo, consigliere dello Shōgun Tokugawa Ienobu.
Arai Hakuseki, il cui vero nome era Kinmi (君美?) o Kimiyoshi (君美). era figlio di  Arai Masazumi (新井 正済?) un samurai dello Han (Giappone) han (藩?, "clan") Kururi. Come consuetudine dell'epoca, assunse lo pseudonimo di Hakuseki.

## Vita
Hakuseki nacque a Edo (l'odierna Tokyo) e fu considerato presto un bambino prodigio: secondo una leggenda, a soli tre anni trascrisse un libro confuciano scritto in complicatissimi kanji e senza errori. Essendo nato nell'anno dell'incendio di Meiwa, per il suo carattere focoso e per la forma delle sue sopracciglia, che sembravano formare il kanji "火" ("fuoco"), fu soprannominato Hinoko (火の子?, "figlio del fuoco").
Come samurai, Hakuseki si mise al servizio di Hotta Masatoshi, ma quando Masatoshi fu assassinato da Inaba Masayasu, e il clan Hotta dovette lasciare Sakura per rifugiarsi prima a Yamagata quindi a Fukushima, con una considerevole riduzione delle proprie possibilità economiche, Hakuseki si congedò diventando un rōnin e studiò presso un confuciano, Kinoshita Jun'an. Gli fu offerto un posto alla corte di un altro clan molto influente, il clan Kaga, ma preferì cedere l'offerta a un suo ex-collega samurai.
Nel 1693, Hakuseki fu chiamato a servire Manabe Akifusa come consigliere dello Shōgun Tokugawa Ienobu, e insieme al Rōjū Abe Seikyo lanciarono lo Shotoku no Chi (正徳の治?), una serie di politiche economiche specificamente pensate per rafforzare lo shogunato, regolando la circolazione di denaro e tenendo a freno l'inflazione; inoltre guardando i dati raccolti, Hakuseki dedusse che il 75% dell'oro e il 25% dell'argento giapponese era stato speso nel commercio con l'estero, perciò promosse il Kaihaku Tagae-ichi Shinrei (海舶互市新例?), che imponeva di pagare i mercanti cinesi e olandesi con porcellana, seta o generi alimentari, più "rinnovabili" dei metalli preziosi, abbastanza rari sull'isola. Inoltre semplificò i rituali per l'accoglienza degli ambasciatori della dinastia Joseon, in aperto contrasto con il confuciano Amamori Hoshu. Consigliò l'abrogazione di una legge tradizionale che prevedeva la vita monastica ai membri cadetti della famiglia imperiale, e si impegnò per mitigare le pene per i colpevoli di atti di violenza nei confronti degli animali.
Sebbene alcune delle politiche decise da Hakuseki furono proseguite dopo la morte di Ienobu, dopo quella del sesto shogun, Ietsugu, e l'ascesa di Tokugawa Yoshimune, Hakuseki lasciò il suo posto a corte per dedicarsi alla scrittura, carriera in cui fu particolarmente prolifico, e che continuò fino alla sua morte. Fu sepolto a Asakusa (oggi parte di Tōkyō), nel tempio di Ho'on-ji, ma in seguito la salma fu traslata nel tempio di Kotoku-ji a Nakano.

## Opere
Tra i lavori di Hakuseki si ricordano:
- Hankanfu (藩翰譜?): un dettagliato albero genealogico dei daimyo.
- Koshitsū (古史通?): una ricostruzione della storia antica del Giappone.
- Oritaku Shiba-no-ki (折りたく柴の記?); diario e memorie.
- Sairan Igen (采覧異言?): vedi oltre.
- Seiyō Kibun (西洋記聞?); vedi oltre.
- Tokushi Yoron (読史余論?): un'altra opera di carattere storiografico.

### Sairan Igen
Il Sairan Igen è un libro di geografia in 5 volumi completato nel 1713, il primo libro del genere in Giappone a contemplare la geografia del mondo intero. Fortemente basato sulle conoscenze acquisite durante i suoi colloqui con il missionario Giovanni Battista Sidotti, e sulla Grande Mappa dei Diecimila Paesi di Matteo Ricci, descrive geografia, storia, usanze e animali del mondo conosciuto all'epoca.

### Seiyō Kibun
Il Seiyō Kibun è uno studio in 3 volumi dell'Occidente, anche questo basato sulle conversazioni avute con il gesuita Giovanni Battista Sidotti. Il primo volume è anzi proprio una raccolta delle conversazioni con Sidotti, mentre il secondo è uno studio dei cinque continenti (Africa, Asia, Australia, Europa e America), e infine il terzo contiene una panoramica del Cristianesimo, dal punto di vista cattolico di Sidotti, all'epoca frainteso dai giapponesi. Fu scritto intorno al 1715, ma pubblicato postumo solo nel 1882.